# Ретивих Гліб Сергійович
Гліб Сергійович Ретивих (рос. Глеб Сергеевич Ретивых) — російський лижник, призер чемпіонатів світу.
Першу бронзову медаль Ретивих привіз з чемпіонату світу 2021 року. Він отримав її за третє місце в спринті. На тому ж чемпіонаті він виборов срібну медаль у командному спринті в парі з Олександром Большуновим. 
Ще одну бронзову нагороду світової першості Ретивих виборов у командному спринті на чемпіонаті світу з лижних видів спорту 2021 року, де його  партнером знову був Олександр Большунов.